# Ильинское (Алнашский район)
Ильинское — деревня в Алнашском районе Удмуртии, входит в Староутчанское сельское поселение. Находится в 14 км к западу от села Алнаши и в 96 км к юго-западу от Ижевска.
Население на 1 января 2008 года — 12 человек.

## История
На 1916 год жители починка Ильинского Елабужского уезда Вятской губернии числились прихожанами Воскресенской церкви села Биляр.
В 1921 году, в связи с образованием Вотской автономной области, починок передан в состав Можгинского уезда. В 1924 году при укрупнении сельсоветов вошёл в состав Вотско-Гондыревского сельсовета Алнашской волости. В 1929 году упраздняется уездно-волостное административное деление и починок причислен к Алнашскому району. В 1930-е годы в деревне образован колхоз «Дуброво».
- Караваев Василий Митрофанович (1872 г.р.) — кулак.
- Караваев Михаил Васильевич (1908 г.р.) — член семьи кулака.
- Караваева Вера Васильевна — член семьи кулака.
- Караваева Елизавета Васильевна — член семьи кулака.
- Караваева Наталья Григорьевна — член семьи кулака.
- Трепалин Михаил Васильевич (1908 г.р.) — колхозник. Арестован 24 января 1946 г. Приговор: 10 лет.
- Цыпленков Алексей Иванович (1904 г.р.) — колхозник. Арестован 18 марта 1932 г. Приговор: 5 лет.

В 1950 году объединены колхозы нескольких соседних деревень, образован укрупнённый колхоз «имени Жданова», центральной усадьбой объединенного колхоза стала деревня Ильинск. В 1958 году деревня перечислена в Староутчанский сельсовет.
16 ноября 2004 года Староутчанский сельсовет был преобразован в муниципальное образование «Староутчанское» и наделён статусом сельского поселения.